# Pont de Villennes
Le pont de Villennes-sur-Seine franchit un bras de la Seine dans la commune de Villennes-sur-Seine (département des Yvelines, France). Il relie la rive gauche du fleuve à l'île de Villennes.

## Historique
Le pont figure à l'inventaire général du patrimoine culturel .